# Richard Dirnhofer
Richard Dirnhofer (* 1942 in Bad Hofgastein) ist ein österreichischer Gerichtsmediziner.

## Leben
Dirnhofer studierte Medizin und wurde 1967 an der Universität Innsbruck promoviert. 1979 wurde er an der Universität Graz habilitiert. Er war von 1984 bis 1991 Direktor des Instituts für Rechtsmedizin der Universität Basel (Nachfolger von Max Lüdin; Vorgänger von Volker Dittmann). Von 1991 bis zu seiner Emeritierung 2005 war er Direktor des Instituts für Rechtsmedizin der Universität Bern.
Dirnhofer gründete die Virtopsy Foundation.

## Auszeichnungen
- Österreichisches Ehrenkreuz für Wissenschaft und Kunst I. Klasse
- Ehrenmitgliedschaft der Schweizerischen Gesellschaft für Rechtsmedizin[2]